# Strophocerus rectilinea
Strophocerus rectilinea är en fjärilsart som beskrevs av Paul Dognin 1908. Strophocerus rectilinea ingår i släktet Strophocerus och familjen tandspinnare. Inga underarter finns listade i Catalogue of Life.